# Giovanni Battista Grossi

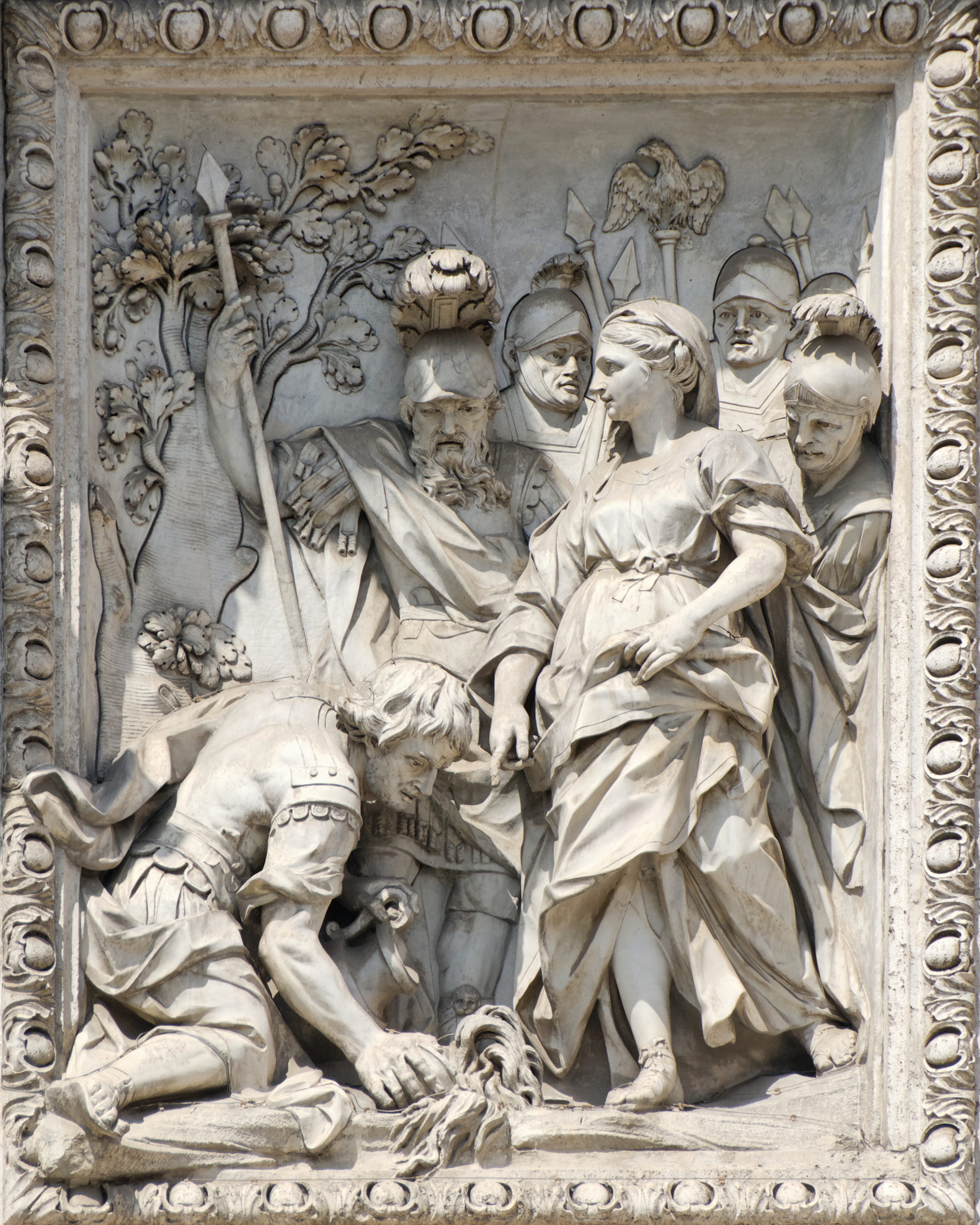
Jungfrun Trivia pekar ut Aqua Virgos källa för romerska soldater. Fontana di Trevi i Rom.

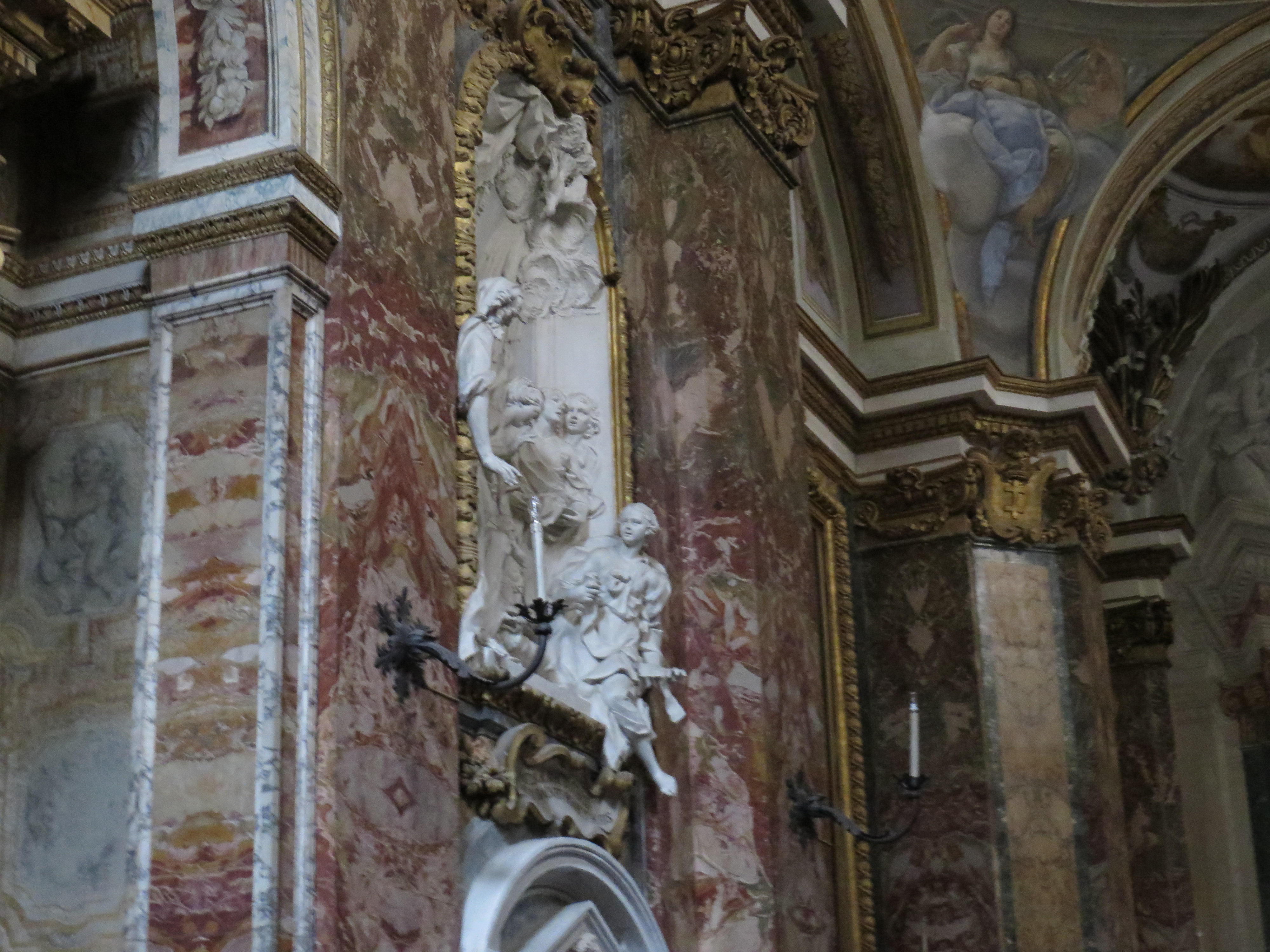
Högrelief som framställer en scen ur den helige Nikolaus liv. San Nicola dei Lorenesi i Rom.

Giovanni Battista Grossi var en italiensk skulptör, verksam mellan 1749 och 1792. Han var influerad av bland andra Filippo della Valle.

## Verk i urval
- Fyra högreliefer med scener ur den helige Nikolaus liv – San Nicola dei Lorenesi, Rom[1][2]
  - Den helige Nikolaus som barn vägrar att ta emot modersmjölken på onsdagar och fredagar
  - Den helige Nikoalus som barn bedjande i badet
  - Den helige Nikolaus delar ut sina ägodelar åt de fattiga
  - Den helige Nikolaus väljs till biskop av Myra
- Lågreliefen Jungfrun med Barnet och änglar – fasaden, Santa Maria del Carmine alle Tre Cannelle, Rom (förlorad)[3]
- Högreliefen Jungfrun Trivia pekar ut Aqua Virgos källa för romerska soldater – Fontana di Trevi, Rom[4]